# Katolicism

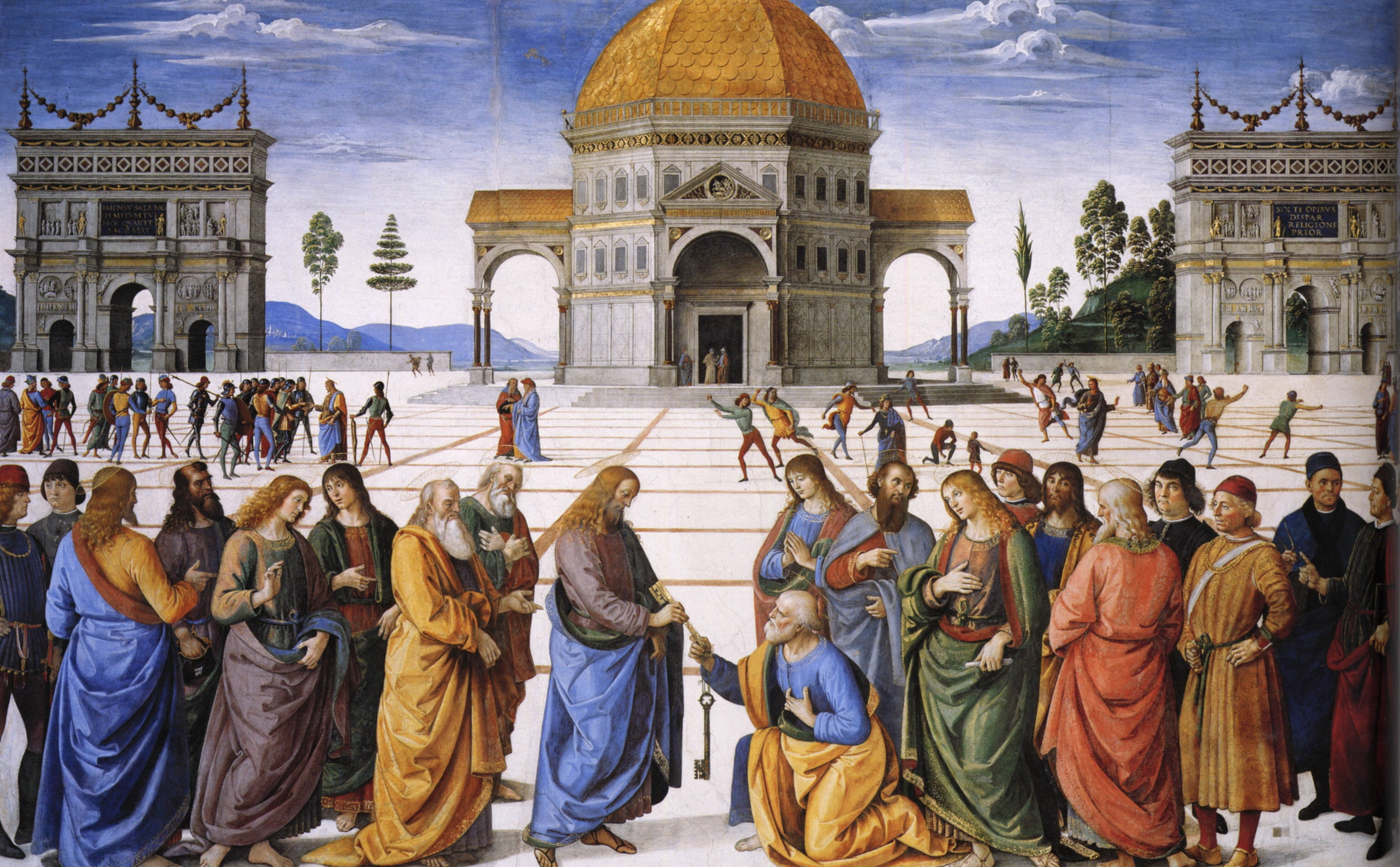
Kristus överlämnar himmelrikets nycklar åt Petrus. Fresk av Perugino i Sixtinska kapellet.

Katolicism (från latinets catholicus och grekiskans καθολικισμός/katholikismos, "universell", "allmän") eller katolsk är en kristen term avseende katolska kyrkans religion.

## Katolska kyrkan
Termen katholikos motsvaras av grekiskans καθόλου (katholou), en sammanbindning av καθ' ὅλου (kath' holou) som betyder "i enlighet med helheten". Kombinationen "katolska kyrkan" (he katholike ekklesia) är dokumenterad tidigast i Ignatios av Antiochias brev till Smyrna från ungefär år 110 e. Kr. Hos Kyrillos av Jerusalems (315-386) används "katolska kyrkan" som särskiljning från andra grupper som också benämner sig som "kyrkan".
Katolska kyrkans namn implicerar än i dag allomfattande anspråk. Sedan Andra Vatikankonciliets ekumenik erkänns dock i ökad utsträckning även ortodoxa kyrkors ämbeten och sakrament.

## Övriga samfund
Innebörden i egenskapen "katolsk" har gjort att anspråk ibland av andra samfund, till exempel formulerat i trosbekännelser, inom protestantismen dock i andra termer. Vissa anglikaner och lutheraner betonar på så sätt anspråk på kontinuitet snarare än uppbrott i reformationen, inklusive anspråk på apostolisk succession. Så även bland mindre så kallade "oberoende katolska samfund" som uppstått sedan 1800-talet, till exempel Gammalkatolska kyrkan och Liberala katolska kyrkan.

### Anmärkning
1. ↑  Quote of St Ignatius to the Smyrnaeans (circa 110 AD): "Wheresoever the bishop shall appear, there let the people be, even as where Jesus may be, there is the universal [katholike] Church."[2]